# Seis Naciones M20 2017
El Seis Naciones M20 de 2017 fue la décima edición del torneo de rugby para menores de 20 años. Inglaterra retuvo el título y además consiguió el Gran Slam.

## Equipos participantes
- Selección juvenil de rugby de Escocia (Escocia M20)
- Selección juvenil de rugby de Francia (Francia M20)
- Selección juvenil de rugby de Gales (Gales M20)
- Selección juvenil de rugby de Inglaterra (Inglaterra M20)
- Selección juvenil de rugby de Irlanda (Irlanda M20)
- Selección juvenil de rugby de Italia (Italia M20)

## Posiciones
| Pos. | Equipo     | Encuentros | Encuentros | Encuentros | Encuentros | Tantos  | Tantos    | Tantos     | Puntos Bonus | Puntos Totales |
| Pos. | Equipo     | jugados    | ganados    | empatados  | perdidos   | a favor | en contra | diferencia | Puntos Bonus | Puntos Totales |
| ---- | ---------- | ---------- | ---------- | ---------- | ---------- | ------- | --------- | ---------- | ------------ | -------------- |
| 1    | Inglaterra | 5          | 5          | 0          | 0          | 189     | 53        | + 136      | 4            | 27             |
| 2    | Francia    | 5          | 3          | 0          | 2          | 133     | 127       | + 6        | 3            | 15             |
| 3    | Gales      | 5          | 3          | 0          | 2          | 174     | 143       | + 31       | 2            | 13             |
| 4    | Irlanda    | 5          | 3          | 0          | 2          | 111     | 122       | - 11       | 1            | 13             |
| 5    | Escocia    | 5          | 1          | 0          | 4          | 104     | 171       | - 67       | 3            | 7              |
| 6    | Italia     | 5          | 0          | 0          | 5          | 61      | 156       | - 95       | 2            | 2              |

Nota: Se otorgan 4 puntos al equipo que gane un partido, 2 al que empate y 0 al que pierda
Puntos Bonus: 1 punto por convertir 4 tries o más en un partido y 1 al equipo que pierda por no más de 7 tantos de diferencia
3 puntos extras si un equipo logra el Gran Slam

## Resultados

### Primera fecha
| 3 de febrero | Italia | 5 - 27  | Gales | Stadio Giovanni Mari, Legnano, Italia |  |
|              |        | Reporte |       |                                       |  |

| 3 de febrero | Escocia | 19 - 20 | Irlanda | Broadwood Stadium, Cumbernauld, Irlanda |  |
|              |         | Reporte |         |                                         |  |

| 4 de febrero | Inglaterra | 59 - 17 | Francia |  |  |
|              |            | Reporte |         |  |  |

### Segunda fecha
| 10 de febrero | Italia | 26 - 27 | Irlanda | Stadio Enrico Chersoni, Prato, Italia |  |
|               |        | Reporte |         |                                       |  |

| 10 de febrero | Gales | 21 - 37 | Inglaterra | Parc Eirias, Colwyn Bay, Gales |  |
|               |       | Reporte |            |                                |  |

| 10 de febrero | Francia | 36 - 8  | Escocia | Stade Des Alpes, Grenoble, Francia |  |
|               |         | Reporte |         |                                    |  |

### Tercera fecha
| 24 de febrero | Inglaterra | 46 - 0  | Italia | Northern Echo Arena, Darlington, Inglaterra |  |
|               |            | Reporte |        |                                             |  |

| 24 de febrero | Irlanda | 27 - 22 | Francia | Donnybrook, Dublín,           |                               |
|               |         | Reporte |         | Asistencia: 4521 espectadores | Asistencia: 4521 espectadores |

| 24 de febrero | Escocia | 34 - 65 | Gales | Broadwood Stadium, Cumbernauld, Escocia |  |
|               |         | Reporte |       |                                         |  |

### Cuarta fecha
| 10 de marzo | Italia | 13 - 18 | Francia | Stadio Santa Rosa, Capoterra, Cagliari, Italia |  |
|             |        | Reporte |         |                                                |  |

| 11 de marzo | Inglaterra | 33 - 5  | Escocia | Franklins Gardens, Northampton, Inglaterra |  |
|             |            | Reporte |         |                                            |  |

| 11 de marzo | Gales | 41 - 27 | Irlanda | Parc Eirias, Colwyn Bay, Gales |  |
|             |       | Reporte |         |                                |  |

### Quinta fecha
| 17 de marzo | Irlanda | 10 - 14 | Inglaterra | Donnybrook, Dublín, |  |
|             |         | Reporte |            |                     |  |

| 17 de marzo | Escocia | 38 - 17 | Italia | Broadwood Stadium, Cumbernauld, Escocia |  |
|             |         | Reporte |        |                                         |  |

| 17 de marzo | Francia | 40 - 20 | Gales | Stade De Sapiac, Montauban, Francia |  |
|             |         | Reporte |       |                                     |  |

| Bandera de Inglaterra |
| Campeón Inglaterra    |
| Sexto título          |